# Tobin Marks
Tobin Jay Marks (* 25. November 1944 in Washington, D.C.) ist ein US-amerikanischer Chemiker.

## Leben und Wirken
Tobin Marks wurde als Sohn von Eli Sidney und Miriam Marks, geb. Heller, geboren. Er erhielt 1966 seinen Bachelor of Science an der University of Maryland, College Park und promovierte 1970 bei Frank Albert Cotton am Massachusetts Institute of Technology mit der Arbeit Organometallic molecules with nonrigid structures zum Ph.D. Anschließend wechselte er an die Northwestern University, wo er von 1970 bis 1974 Assistenzprofessor war, 1974 bis 1978 außerordentlicher Professor, 1978 bis 1986 ordentlicher Professor und 1986 bis 1999 Charles-E.-&-Emma-H.-Morrison-Professor für Chemie war. Seit 1987 ist er Professor für Material- und Ingenieurwissenschaften und seit 1999 zusätzlich Vladimir-N.-Ipatieff-Professor für katalytische Chemie an der Northwestern University.
Marks arbeitet auf dem Gebiet der Organometallchemie mit Übergangsmetallen, Lanthanoiden und Actinoiden. Weitere Forschungsgebiete sind die homogene Katalyse, insbesondere die Ziegler-Natta-Polymerisation, die Kernspinresonanz, Metalloproteine, Festkörperchemie, organische Leuchtdioden, Nichtlineare Optik, Komplexchemie mit Tetrahydroboraten und Makrocyclen, laserinduzierte Chemie und Isotopentrennung sowie organometallische chemische Gasphasenabscheidung. Er veröffentlichte über 900 wissenschaftliche Arbeiten und hält über 80 Patente.
Am 19. Mai 1985 heiratete er Indrani Mukharji.

## Werke
- als Herausgeber: Organometallics of the F-Elements. Proceedings of the NATO Advanced Study Institute held at Sogesta, Urbino, Italy, September 11–22, 1978. Springer Netherland, Berlin 1979, ISBN 90-277-0990-4
- als Herausgeber mit Ignazio L. Fragalà: Fundamental and technological aspects of organo-f-element chemistry. [proceedings of the NATO Advanced Study Institute on Fundamental and Technological Aspects of Organo-f-Element Chemistry, Acquafredda di Maratea, Italy, September 10 – 21, 1984] (= NATO ASI series, Series C, Mathematical and physical sciences, Band 155). Reidel, Dordrecht [u. a.] 1985, ISBN 90-277-2053-3

## Auszeichnungen
- 1974 Sloan Research Fellow
- 1979 Fresenius Pure and Applied Chemistry Award (Phi Lambda Upsilon)
- Innovation Recognition Award (Union Carbide Corporation)
- 1983 Award in Polymeric Materials (American Chemical Society)
- 1984 Arthur K. Doolittle Award in Polymeric Materials Science and Engineering (American Chemical Society)
- 1984 Sobral Medal (Portuguese Chemical Society)
- 1987 Mack Award (Ohio State University)
- 1989 Award in Organometallic Chemistry (American Chemical Society)
- 1989–1990 Guggenheim Fellow
- 1994 Award in Inorganic Chemistry (American Chemical Society)
- 1997 Centenary Medal (Royal Society of Chemistry)
- 1998 Francis Clifford Phillips Award (University of Pittsburgh)
- 1999 Paolo Chini Award (Italian Chemical Society)
- 2000 F. A. Cotton Medal (American Chemical Society Texas A&M Section)
- 2001 Award in the Chemistry of Materials (American Chemical Society)
- 2001 Burwell Award (North American Catalysis Society)
- 2001 Willard Gibbs Medal (American Chemical Society, Chicago Section)
- 2001 Linus Pauling Award (American Chemical Society, Oregon-Washington Sections)
- 2002 Gold Medal (American Institute of Chemists)
- 2003 Karl-Ziegler-Preis (Gesellschaft Deutscher Chemiker) für „seine präparativen Arbeiten und mechanistischen Studien zu neuen Katalysatorsystemen der d- und f-Elemente sowie seine Arbeiten über neue Cokatalysatoren.“[3]
- 2003 Evans Medal (Ohio State University)
- 2004 Sir Edward Frankland Prize (Royal Society of Chemistry)
- 2005 Aufnahme in die Alumni Hall of Fame (University of Maryland)
- 2005 John C. Bailar Medal (American Chemical Society, Urabana-Champaign Section)
- 2005 National Medal of Science
- 2008 Award for Distinguished Service in the Advancement of Inorganic Chemistry (American Chemical Society)
- 2008 Prinz-von-Asturien-Preis
- 2009 Herman Pines Award (Catalysis Club of Chicago)
- 2009 Nelson W. Taylor Award (Department of Materials Science and Engineering at Penn State University)
- 2009 Von Hippel Award (Materials Research Society)
- 2010 William H. Nichols Medal
- 2011 Dreyfus-Preis in Chemie
- 2012 NAS Award in Chemical Sciences
- 2016 Ehrendoktor der Fakultät für Chemie der Technischen Universität München[4]
- 2017 Priestley-Medaille (American Chemical Society)
- 2017 Harvey Prize des Technion in Israel

## Mitgliedschaften
- 1993 National Academy of Sciences
- 1993 American Academy of Arts and Sciences
- 2005 Royal Society of Chemistry
- 2005 Deutsche Akademie der Naturforscher Leopoldina[5]
- 2008 Ehrenmitglied Chemical Research Society of India
- 2022 American Philosophical Society
- American Chemical Society
- Society for Applied Spectroscopy
- International Society for Magnetic Resonance
- Materials Research Society
- Sigma Xi
- Phi Beta Kappa
- American Association for the Advancement of Science